# Canut (Nord)
Der Canut (auch: Canut Nord) ist ein Fluss in Frankreich, der im Département Ille-et-Vilaine in der Region Bretagne verläuft. Er entspringt beim Ort Couédouan im Gemeindegebiet von Plélan-le-Grand, entwässert in vielen Schleifen generell in südöstlicher Richtung und mündet nach rund 45 Kilometern an der Gemeindegrenze von Saint-Senoux und Guichen als rechter Nebenfluss in die Vilaine.

## Orte am Fluss
(Reihenfolge in Fließrichtung)
- Maxent
- Lassy